# Coleophora leucogrammella
Coleophora leucogrammella é uma espécie de mariposa do gênero Coleophora pertencente à família Coleophoridae.